# (405) Тейя
(405) Тейя (405 Thia по каталогу ЦМП) — довольно крупный астероид главного пояса.

## Открытие и название
Тейя была открыта 23 июля 1895 года французским астрономом Огюстом Шарлуа в обсерватории Ниццы. При регистрации открытия объекту было присвоено обозначение 1895 BZ. Позже были обнаружены объекты 1950 XA, 1951 AO и 1956 EZ, которые впоследствии были идентифицированы как Тейя.
Астероид был назван в честь Тейи (др.-греч. Θεία) — одной из титанид в древнегреческой мифологии.

## Орбитальные характеристики
Тейя обращается в центральной части Главного пояса астероидов на среднем расстоянии в 2,583 а. е. (386,5 млн км) от Солнца. Её орбита обладает умеренными эксцентриситетом, равным 0,2441 и наклонением в 11,95°. Таким образом, максимальное расстояние от Тейи до Солнца составляет 3,214 а. е. (480,8 млн км), минимальное — 1,953 а. е. (292,1 млн км).
Период обращения Тейи вокруг Солнца составляет 4,15 года (1517 суток). Последний раз Тейа прошла перигелий 14 декабря 2010 года.
Абсолютная звёздная величина Тейи составляет 8,46m. Её видимый блеск в течение синодического периода меняется в пределах 10,5-14,7m.

## Физические характеристики
Согласно данным, полученным в 1983 году с помощью космической обсерватории IRAS средний диаметр Тейи равен 124,90±2,3 км, а альбедо — 0,0468±0,002. Исследование астероида в 2010 году посредством космического телескопа WISE, дало значение для её диаметра 125,00±17,42 км, а для альбедо — 0,0467±0,0170.
По классификации Толина Тейа принадлежит к спектральному классу C, а по классификации SMASS — к подклассу Ch.
Период обращения Тейи вокруг собственной оси был измерен в 1978 году и составляет 10,08±0,07 ч (10 ч 5 мин). Однако, исследование спектра, проведённое в 2000 году в Юньнаньской обсерватории, дало значение 9,96±0,01 ч.